# Hovdestalund
Hovdestalund är en  stadsdel i det administrativa bostadsområdet Skallberget-Vega i Västerås. 
Stadsdelen Hovdestalund består av Hovdestalunds kyrkogård.
Området avgränsas av Norrleden, Skultunavägen och gränsar mot Biskopsängen och Svartån.
Hovdestalund gränsar i norr till  Billsta, i öster till Rocklunda, i söder till Biskopsängen och i väster till Svartån och Västerås Golfklubb.